# Miquel Crusafont
Miquel Crusafont i Pairó (Sabadell, 1910-1983) était un paléontologue catalan, spécialiste en paléontologie des mammifères.
Pharmacien diplômé de l'Université de Barcelone (1933) et licencié en sciences naturelles de l'Université de Madrid (1950), il devient docteur en sciences naturelles avec la thèse Los jiráfidos fósiles de España avec le prix extraordinaire de doctorat. Il gagna à l'unanimité le concours d'agrégation pour devenir professeur d'université de paléontologie à l'Université d'Oviedo puis il déménagea à Barcelone, où il devint professeur d'anthropologie à la faculté de philosophie Societatis Iesu.
En 1969, il créa à Sabadell l' Institut Provincial de Paleontologia, une partie du conseil (Diputació) de Barcelone. Dès 1983, cette institution s'appela Institut de Paleontologia Miquel Crusafont de Sabadell. Comme hommage a son travail, un mammifère préhistorique reçu le nom Crusafontia.

## Œuvres
Ses ouvrages les plus importants sont:
- Los Vertebrados del Mioceno Continental de la cuenca del Vallés-Penedés (1943, avec Josep Fernández de Villalta)
- El Mioceno Continental del Vallés y sus yacimientos de vertebrados (1948, avec Josep Fernández de Villalta)
- El Burdigaliense continental de la cuenca del Vallés-Penedés (1955, avec Josep Fernández de Villalta et Jaume Truyols)
- Estudio Masterométricos en la evolución de los Fisípedos (1957, avec Jaume Truyols)
- La Evolución (1966, avec Bermudo Meléndez et Emiliano Aguirre).